# Ardenna
Ardenna Reichenbach, 1853 è un genere di uccelli marini della famiglia Procellariidae.

## Tassonomia
Il genere comprende le seguenti specie, in passato incluse nel genere Puffinus:
- Ardenna pacifica (J.F.Gmelin, 1789) – berta cuneata o berta del Pacifico
- Ardenna bulleri (Salvin, 1888) – berta di Buller
- Ardenna grisea (J.F.Gmelin, 1789) – berta grigia
- Ardenna tenuirostris (Temminck, 1836) – berta codacorta
- Ardenna creatopus (Coues, 1864) – berta piedirosa
- Ardenna carneipes (Gould, 1844) – berta piedicarnicini
- Ardenna gravis (O'Reilly, 1818) – berta dell'Atlantico